# Nowa Wieś (Myszków)
Nowa Wieś (daw. Nowa Wieś Żarecka) – dzielnica Myszkowa, należąca niegdyś do gminy Żarki. Na terenie dzielnicy znajduje się przystanek kolejowy Myszków Nowa Wieś.